# 鈴木朝夫
鈴木 朝夫（すずき ともお、1932年〈昭和7年〉10月10日 - 2025年〈令和7年〉1月23日）は、日本の材料科学者。東京工業大学名誉教授。学位は工学博士（東京工業大学・1969年）。位階勲等は正四位瑞宝中綬章。高知工科大学副学長、第44代日本金属学会会長、第41・44・45代高知県公安委員会委員長等を歴任した。

## 人物・経歴
千葉県我孫子市出身。1951年（昭和26年）東京都立国立高等学校卒業。1955年（昭和30年）東京工業大学理工学部金属工学科卒業。1969年（昭和44年）東京工業大学より工学博士の学位を取得。東京工業大学精密工学研究所助手、東京工業大学精密工学研究所助教授、東京工業大学精密工学研究所教授を経て、1989年（平成元年）東京工業大学工学部金属工学科教授。1993年（平成5年）北海道大学工学部材料工学科長・教授。1996年（平成8年）高知工科大学設立準備財団参与、日本金属学会会長。1997年（平成9年）高知工科大学物質環境システム工学科教授、高知工科大学副学長、高知工科大学工学部長、高知工科大学工学研究科長。2000年（平成12年）高知県公安委員会委員。2001年（平成13年）高知県産業振興センター理事。2011年（平成23年）高知県高坂学園生涯老人大学学長、高知県森林総合センター情報交流館ネットワーク代表。同年春の叙勲で瑞宝中綬章を受章。東京工業大学名誉教授、高知工科大学名誉教授、高知県公安委員会第41代委員長、同第44代委員長、同第45代委員長。
2025年（令和7年）1月23日、肺炎のため、高知県南国市内の病院で死去した。92歳没。死没日付で、正四位に叙された。

## 著書
- 『マテリアルデザイン』丸善 1988年
- 『金属に超機能を化合する』三田出版会 1990年
- 『高知ぷらっとウォーク見聞録』鈴木朝夫エッセイ集 2014年